# Vlaole
Vlaole (izvirno srbsko Влаоле) je naselje v Srbiji, ki upravno spada pod Občino Majdanpek; slednja pa je del Borskega upravnega okraja.

## Demografija
V naselju živi 642 polnoletnih prebivalcev, pri čemer je njihova povprečna starost 44,4 let (43,9 pri moških in 44,8 pri ženskah). Naselje ima 261 gospodinjstev, pri čemer je povprečno število članov na gospodinjstvo 2,94.
To naselje je v glavnem vlaško (glede na popis iz leta 2002).
|  |

| Demografija | Demografija     | Demografija     |
| Leto        | Št. prebivalcev | Št. prebivalcev |
| ----------- | --------------- | --------------- |
|             |                 |                 |
|             |                 |                 |
|             |                 |                 |
|             |                 |                 |
| 1948        | 1202            |                 |
| 1953        | 1206            |                 |
| 1961        | 1287            |                 |
| 1971        | 1204            |                 |
| 1981        | 1100            |                 |
| 1991        | 949             | 931             |
| 2002        | 788             | 767             |
|             |                 |                 |

| Etnična sestava po popisu iz leta 2002 | Etnična sestava po popisu iz leta 2002 | Etnična sestava po popisu iz leta 2002 | Etnična sestava po popisu iz leta 2002 | Etnična sestava po popisu iz leta 2002 |
| -------------------------------------- | -------------------------------------- | -------------------------------------- | -------------------------------------- | -------------------------------------- |
| Vlahi                                  | Vlahi                                  |                                        | 521                                    | 67,92%                                 |
| Srbi                                   | Srbi                                   |                                        | 172                                    | 22,42%                                 |
| Romuni                                 | Romuni                                 |                                        | 7                                      | 0,91%                                  |
| Bolgari                                | Bolgari                                |                                        | 2                                      | 0,26%                                  |
| Jugoslovani                            | Jugoslovani                            |                                        | 1                                      | 0,13%                                  |
| Neznano                                | Neznano                                |                                        | 0                                      | 0,0%                                   |